# 11450 Шейрер
11450 Шейрер (11450 Shearer) — астероїд головного поясу, відкритий 22 серпня 1979 року.
Тіссеранів параметр щодо Юпітера — 3,615.